# Newmarket Citizens' Band
A Newmaket Citizen's Band ("Banda dos cidadãos de Newmarket") é uma orquestra de Newmarket, Canadá. É a orquestra mais antiga do Canadá operando continuamente  e uma das bandas marciais mais antigas do país. É membro da Associação de Bandas Canadenses. Seu maestro é Les Saville, que substituiu Bob Thiel em 1990. 
Foi assunto do curta-metragem Goodbye Sousa de 1973, produzido por Tony Ianzelo, que foi criado na cidade e estudou na Newmarket High School. O filme ganhou o Canadian Film Award para curta teatral. O título é inspirado pela músicas tocadas pela banda, que incluem as marchas de John Philip Sousa.

## História
A banda foi fundada em 1872 por Walter W. Roe, que tinha 16 anos na época e era filho do agente do correio e comerciante de pele William Roe.  Ele "circulou uma petição pedindo fundos" com outros 11 jovens, incluindo seus irmãos Albert e Frederick, e amigos George Dolan, Thomas Gain, George Hackett, James Harrison, John Hughes, William Hutchcroft, Frederick Raper, Robert Rest, e Frederick Saxton.
Cada um dos 12 membros fundadores da banda contribuiu com $5,e a petição trouxe inscrições de outros 69 residentes, principalmente os idosos. No total, eles arrecadaram $319. Alguns dos patrocinadores mais notáveis incluíam John Cawthra e Robert Simpson. A petição foi um dos primeiros itens adicionado ao arquivo social histórico da cidade.
Em 31 de maio de 1875, Walter e Frederick Roe morreram afogados em uma viagem de pesa na baía de Cook no Lago Simcoe. A banda tocou nos funerais deles, que contaram com a presença de muitos habitantes da cidade, e membros da banda escreveram um "poema de lamentação" que foi publicado em The Era.
A banda veste "túnicas escarlate pouco diferentes daquelas vestidas" pelos primeiros membros. A banda tocava no Lion's Hall, mas um incêndio no estabelecimento em 2005 fez com que a banda se mudasse de lugar em lugar, até se estabelecer em um novo local permanente. Atualmente ela ensaia na Sir William Mulock Secondary School.